# Junfermann
Der Junfermann Verlag – gegründet 1659 vom Paderborner Fürstbischof Dietrich Adolf von der Recke – ist einer der ältesten Verlage Deutschlands.
1763 erwarb der Hofbuchdrucker W. A. Junfermann, der Namensgeber des Verlages, das Privileg zum Druck und Verlag der Volksschulbücher für das Hochstift Paderborn. Über die Jahrhunderte war das Verlagsschaffen durch religiöse und regionale Publikationen bestimmt.
Heute werden im Junfermann Verlag, neben den für die Region bedeutsamen Werken, vor allem Titel verlegt, die in der Entwicklung und Tradition von Psychotherapie, Humanwissenschaften und Gehirnforschung stehen. Neben Titeln, die sich eher an ein Fachpublikum wenden, ist ein besonderer Schwerpunkt das Sachbuchprogramm zur aktiven Lebensgestaltung. Junfermann ist im deutschsprachigen Raum der größte Anbieter von Büchern zur Schematherapie sowie zur scheinwissenschaftlichen Methode des „Neuro-Linguistischen Programmierens“ (NLP).
Bekannte Autoren des Verlages sind u. a. Richard Bandler, Robert Dilts, John Grinder, Steve Andreas, Milton Erickson, Moshé Feldenkrais, Hilarion Petzold, Marshall Rosenberg, Michaela Huber und Cora Besser-Siegmund.
Junfermann publizierte seit 1992 das Fachmagazin MultiMind – NLP aktuell, das 2006 in Kommunikation & Seminar umbenannt wurde und seit 2015 als Praxis Kommunikation zu den Themen NLP, Gewaltfreie Kommunikation und Coaching erscheint, mit der Zeitschrift für Transaktionsanalyse als Organ der Deutschen Gesellschaft für Transaktionsanalyse e. V. ein Fachmagazin zur Philosophie, Anthropologie, Konzepten und Anwendungsbereichen der Transaktionsanalyse (TA).